# Ituka
Ituka est une localité du Cameroun, située dans l'arrondissement de Mundemba, le département du Ndian et la Région du Sud-Ouest.

## Population
La localité comptait 42 habitants en 1953, 94 en 1968-1969, 20 en 1972, principalement des Bimadu groupe Oroko. 
Lors du recensement national de 2005, on y a dénombré 17 habitants, dont 13 hommes et 4 femmes.